# Cheilosia hypena
Cheilosia hypena es una especie de sírfido. Se distribuyen por Europa.